# STYLE STUDIO
『Netz STYLE STUDIO』（ネッツ・スタイル・スタジオ）は、2009年4月3日から2011年3月25日までJFL各局で放送された、月替わりのアーティストが出演する企画ネットの番組である。トヨタ自動車の販売ディーラー・Netzの単独提供。
放送局や時間は異なるものの、共通コンセプトは「マンスリーアーティストの自身のこだわり」である。
なお、J-WAVEとFM802は別内容の番組を放送しており、NORTH WAVE・ZIP-FM・cross fmの3局はJ-WAVE制作の番組をネットしていた。またNORTH WAVE・cross FMでは2009年10月2日より放送を開始した。

## 放送時間
J-WAVE制作
- 金曜　16:00 - 16:30
J-WAVE（2009年4月3日-）
ZIP-FM（2010年4月2日-。2009年4月3日からの1年間は金曜14:30 - 15:00）
FM NORTH WAVE （2009年10月2日-）
cross fm （2009年10月2日-／friday special 〜amigo amigo!!〜内）
Brandnew-J（2010年4月2日-）/インターネットラジオ
CMも含めて放送される（通常CM部分はフィラー音楽に差し替えされている）。

FM802制作
- 金曜　14:00 - 14:30
FM802 （2009年4月3日-／FRIDAY WEEKEND BASH内）

## 出演
ここで、NORTH WAVE・ZIP-FM・cross fmの3局はJ-WAVE制作の番組をネットしているため、J-WAVEとFM802のみ記載する。なお、出演者のことを、FM802とNORTH WAVEではDJ、ZIP-FMではMusic Navigator、J-WAVEとcross fmではNavigatorと呼ぶ事を補足しておく。

### J-WAVE Monthly Navigators
- 2009年4月 NAOTO（EXILE）
- 2009年5月 平井堅
- 2009年6月 RIP SLYME
- 2009年7月 スガシカオ
- 2009年8月 トータス松本
- 2009年9月 Crystal Kay
- 2009年10月 スキマスイッチ
- 2009年11月 加藤ミリヤ
- 2009年12月 レミオロメン（月の後半は、公開収録した模様を放送）
- 2010年1月 YUI
- 2010年2月 CHEMISTRY（2010.2.5の放送はFM NORTH WAVE協力で札幌のサテライトスタジオから生放送）
- 2010年3月 the brilliant green（川瀬智子）
- 2010年4月 AI
- 2010年5月 森山直太朗
- 2010年6月 藤井フミヤ
- 2010年7月 西野カナ
- 2010年8月 清水翔太
- 2010年9月 Superfly（越智志帆）
- 2010年10月 秦基博
- 2010年11月 杏
- 2010年12月 ベッキー♪#
- 2011年1月 flumpool
- 2011年2月 KREVA
- 2011年3月 植村花菜

### FM802 Monthly DJs
- 2009年4月 EXILE
- 2009年5月 Superfly
- 2009年6月 スキマスイッチ
- 2009年7月 木村カエラ
- 2009年8月 SEAMO
- 2009年9月 KREVA
- 2009年10月 ゆず
- 2009年11月 藤井フミヤ
- 2009年12月 MISIA
- 2010年1月 秦基博
- 2010年2月 HY
- 2010年3月 清水翔太
- 2010年4月 aiko
- 2010年5月 スガシカオ
- 2010年6月 馬場俊英
- 2010年7月 ケツメイシ
- 2010年8月 コブクロ
- 2010年9月 トータス松本（ウルフルズ）
- 2010年10月 アンジェラ・アキ
- 2010年11月 AI
- 2010年12月 平井堅
- 2011年1月 森山直太朗
- 2011年2月 矢井田瞳
- 2011年3月 吉井和哉